# Jorge Eduardo Álvarez
Jorge Eduardo Álvarez Guerrero (Curicó,Chile, 30 de mayo de 1990) es un futbolista profesional chileno. Juega de volante o mediocampista. 

## Carrera
Inició su carrera futbolística como cadete (sub-14, sub-16, sub-20) de la  Universidad Católica de Chile.  Comenzando la campaña del año 2010 hizo su debut profesional con el Curicó Unido utilizando la camiseta número 14, también registra pasos por Colchagua y Deportes Santa Cruz. Actualmente se encuentra sin club.

## Selecciones nacionales
Formó parte de la Selección Nacional Sub-15 de Chile en el año 2004.

## Clubes
| Club                | País  | Año       |
| ------------------- | ----- | --------- |
| Curicó Unido        | Chile | 2010-2013 |
| Colchagua           | Chile | 2013-2014 |
| Deportes Santa Cruz | Chile | 2014-2015 |